# Герман фон Оппельн-Брониковскі
Герман Леопольд Август фон Оппельн-Брониковскі (нім. Hermann Leopold August von Oppeln-Bronikowski; нар. 2 січня 1899, Берлін — пом. 19 вересня 1966, Гайсах, Баварія) — німецький воєначальник часів Третього Рейху, генерал-майор танкових військ Вермахту (1944). Кавалер Лицарського хреста з Дубовим листям і Мечами (1945). Чемпіон Літніх Олімпійських ігор 1936 року в кінному спорті з виїздки.

## Біографія

### Перша світова війна
З 19 грудня 1917 року — лейтенант (після кадетського училища). Служив в окупаційних частинах у Варшаві. Хоча не брав участі в бойових діях, отримав Залізні хрести обох ступенів.

### Між війнами
Продовжив службу в рейхсвері, в кавалерії.
На літніх Олімпійських іграх 1936 року в Берліні у складі німецької команди з кінного спорту отримав золоту медаль в виїздки.
До початку Другої світової війни — командир кавалерійського ескадрону, майор.

### Друга світова війна
Після початку Другої світової війни був призначений командиром розвідувального батальйону 24-ї піхотної дивізії. Брав участь у Польській кампанії.
З 1 квітня 1940 року — переведений в штаб головнокомандування сухопутних сил. З 1 серпня 1940 — підполковник.
15 січня 1942 року — призначений командиром 11 танкового полку шостий моторизованої дивізії (в районі Брянська). З 1 лютого 1942 — полковник. 25 листопада 1942 — отримав легке поранення.
1 січня 1943 року — нагороджений Лицарським хрестом. 13 липня 1943 — потрапив під помилковий авіаналіт німецької авіації, важко поранений. Відправлений у офіцерський резерв, як компенсація за поранення від своїх — нагороджений Золотим німецьким хрестом.
У червні 1944 року — знову командує танковим полком під час вторгнення американо-британських військ до Франції. Полк був знищений в районі Кана, полковник Броніковскі нагороджений в липні 1944 — дубовим листям до Лицарського хреста і знову відправлений у офіцерський резерв. Однак в листопаді 1944 року — фон Броніковскі був призначений командиром 20-ї танкової дивізії і відправлений на Східний фронт (в Східну Пруссію). А вже 30 січня 1945 року (на честь річниці призначення Адольфа Гітлера канцлером Німеччини) — фон Броніковскі проведений в звання генерал-майора.
20-а танкова дивізія відступила в Польщу, потім до Німеччини. В якості заохочення фон Броніковскі був нагороджений 17 квітня 1945 року мечами до Лицарського хреста з дубовим листям. Потім генерал-майор фон Броніковскі залишив свою дивізію і відправився на захід, де успішно здався в американський полон.

### У відставці
Брав активну участь в формуванні нового Бундесверу в якості цивільного радника. Був тренером канадської збірної з кінного спорту на Олімпійський іграх 1964 року в Токіо.

## Звання
- Фенріх (23 березня 1917)
- Лейтенант (19 грудня 1917) — без патенту; 1 жовтня 1919 року одержав патент від 1 квітня 1918 року.
- Обер-лейтенант (1 квітня 1925)
- Ротмістр (1 червня 1933)
- Майор (1 березня 1937)
- Оберст-лейтенант (1 серпня 1940) — 17 грудня 1941 року в особову справу занесений патент від 1 червня 1939 року.
- Оберст (1 лютого 1942)
- Генерал-майор (30 січня 1945) — патент від 1 січня.

## Нагороди

### Перша світова війна
- Залізний хрест
  - 2-го класу (28 травня 1918)
  - 1-го класу (14 жовтня 1918)
- Медаль «За відвагу» (Гессен)

### Міжвоєнний період
- Бойові відзнака 5-го армійського корпусу (5 червня 1919)
- Почесний хрест ветерана війни з мечами (13 липня 1934)
- Німецький кінний знак в золоті
- Золота медаль літніх Олімпійських ігор за виїздку
- Німецький Олімпійський знак 2-го класу
- Медаль «За вислугу років у Вермахті» 4-го, 3-го і 2-го класу (18 років)
- Медаль «У пам'ять 1 жовтня 1938» із застібкою «Празький град»

### Друга світова війна
- Застібка до Залізного хреста
  - 2-го класу (25 вересня 1939)
  - 1-го класу (10 листопада 1939)
- Нагрудний знак «За танкову атаку» в сріблі
  - 1-го ступеня (29 листопада 1941)
  - 2-го ступеня «25» (16 вересня 1943)
- Медаль «За зимову кампанію на Сході 1941/42» (15 серпня 1942)
- Нагрудний знак «За поранення»
  - в чорному (22 січня 1943)
  - в сріблі (1943)
- Лицарський хрест Залізного хреста з дубовим листям і мечами
  - Хрест (1 січня 1943)
  - Дубове листя (№ 536; 28 липня 1944)
  - Мечі (№ 142; 17 квітня 1945)
- Німецький хрест в золоті (7 серпня 1943)
- Відзначений у Вермахтберіхт

### Післявоєнний період
- Німецький кінний знак 1-го класу в золоті (20 січня 1958)